# Rhinogobiops nicholsii
Rhinogobiops nicholsii is een straalvinnige vissensoort uit de familie van grondels (Gobiidae). De wetenschappelijke naam van de soort is voor het eerst geldig gepubliceerd in 1882 door Bean.